# Basileu Toledo França
Basileu Toledo França ( Jataí, Goiás, 18 de Setembro de 1919 - Goiânia, 22 de Novembro de 2003), foi um jornalista, escritor e historiador brasileiro, Vereador pela cidade de São José do Rio Preto, São Paulo, em 1949. Em 2002 sua cidade natal Jataí inaugura o Centro Cultural Basileu Toledo França. Em Goiânia há um teatro com seu nome, o Teatro Escola Basileu França, inaugurado em 2010 com uma apresentação da Escola do Teatro Bolshoi no Brasil. 
Biografia 
Filho dos comerciantes José de Oliveira França e Luzia Toledo França e sobrinho do ex-prefeito de  Jatai Cyllenêo França, foi um dos mais importantes intelectuais do Sudoeste goiano. Escritor, educador e ensaísta de cepa, foi autor de varíos livros e estudos sobre o desbravamento do sudoeste de Goiás, sua gente e seus costumes. Na adolescência mudou-se para a cidade paulista de São José do Rio Preto para concluir seu estudos. Mais tarde veio a escrever algumas obras sobre o cotidiano Riopretense. Foi Vereador em São José do Rio Preto no periodo de 1 de fevereiro de 1949 a setembro de 1949. Mudou-se para Goiânia em 1955, fundando o Instituto França, sendo ainda membro da Academia Goiana de Letras, diretor do Instituto de Educação de Goiás, presidente do Instituto Histórico e Geográfico, professor da Faculdade de Sociologia da Universidade Federal de Goiás e diretor do Departamento de Cultura. As obras de maior respaldo são os romances históricos "Pioneiros" e "Jagunços e Capangueiros"; "O Sudoeste: tentativa de interpretação"; "Música e Maestros"; "Cavalo de Rodas"; "Romanceiros e Trovas Populares; "Velhas Escolas"; os livros de contos "Vale do Rio Claro", "Algumas Histórias" e inúmeros outros trabalhos.Como membro do Fisco do Estado de Goiás foi um dos fundadores da AFFEGO(Associação dos funcionários do fisco do Estado de Goiás), pela qual tinha muito orgulho e carinho. 